# Uvaria
Uvaria es un género de plantas fanerógamas  perteneciente a la familia de las anonáceas. Tiene 224 especies que son nativas de los trópicos del Viejo Mundo hasta Australia.

## Descripción
Son arbustos, trepadoras, árboles erectos o pequeños, con indumento de pelos estrellados. Las inflorescencias terminales, axilares, extra-axilares, de hojas opuestas, o rara vez en las ramas mayores, sobre todo las flores solitarias o en parejas, rara vez en racimos cortos o cimas con pocas flores. Frutos monocarpos con la mayoría ± estipitados, rectangulares, ovalados o subglobosos, carnosos y como bayas. Semillas varias per monocarpo, subhorizontal, con o sin un breve arilo.

## Taxonomía
El género fue descrito por Carlos Linneo y publicado en Species Plantarum 536. 1753.  La especie tipo es: Uvaria zeylanica L

### Especies
Entre las especies, vale mencionar:
- Uvaria alba Merr.
- Uvaria confertiflora Merr.
- Uvaria elmeri Merr.
- Uvaria fornicata Roxb.
- Uvaria glooensis Merr.
- Uvaria lanotan Blanco
- Uvaria macclurei Diels
- Uvaria macrocarpa Warm.
- Uvaria mollis Engl. et Diels
- Uvaria nudistellata Elmer
- Uvaria obtusa Blume
- Uvaria ovalifolia Blume
- Uvaria pachychila Merr.
- Uvaria peninsula Elmer
- Uvaria purpurea Blume
- Uvaria rubra C. B. Rob.
- Uvaria scandens C. B. Rob.
- Uvaria sibuyanensis Elmer
- Uvaria stellata Merr.
- Uvaria subglabra Merr. et F. P. Metcalf
- Uvaria subverrucosa Elmer
- Uvaria sympetala Merr.
- Uvaria zchokkei Elmer

- Lista completa de especies